# 高賢廷
高賢廷（1971年3月2日—），韓國女演員。

## 經歷
1989年高中2年級，去美容院剪頭髮時，美容院的院長提議她去參加韓國小姐大賽，結果當年就以亞軍勝出進入演藝界。1995年，同崔民秀、朴相元、李政宰等人出演了當時引起轟動的SBS高收視電視劇《沙漏》（光州民主化運動題材），使其演藝事業攀至巔峰。
然而她卻急流勇退，突然發表了一個令人吃驚的消息，宣布與三星集團會長李健熙的外甥、韓國新世界百貨公司副總裁鄭溶鎮結婚，走入婚姻的同時也離開了演藝圈。2003年11月，兩人宣布離婚，她拿到15億韓元贍養費，也放棄了兩個孩子（一子一女）的養育權和親權。
2005年復出，參與的第一部戲劇為《春日》，飾演一位患有失語症的美女，男主角為趙寅成。隨着這部電視劇的熱播，高賢廷做起了通訊公司的品牌代言人，簽下了10億韓元的合約。2006年，接拍了另一部電視劇《狐狸啊，你在做什麼？》。高賢廷接著於《H.I.T》扮演女刑警隊長。2008年轉投以主持人為主的Workwonders經紀公司後，開始了主持方向的努力，同時首次參加《黃金漁場》，開闢自己綜藝的道路。
2009年，在長篇古裝劇《善德女王》中飾演與德曼公主爭奪權力的死對頭，極有野心和政治手腕，拋開單純的對與錯、卑劣與正義的美室，高賢廷塑造了一個新羅時代具有新思想的女性政治家形象，使她的事業再次登上頂峰。隔年在電視《大物》詮釋歷盡艱辛的主角戰勝各種困難，最終成為韓國首位女總統的故事，也讓她連續兩年在年末演技大賞中獲得大賞。

## 演出作品

### 電視劇
| 年份 | 電視台  | 劇名                    | 角色                      |
| ---- | ------- | ----------------------- | ------------------------- |
| 1990 | KBS     | 掛在棗樹上的愛          |                           |
| 1991 | MBC     | 黎明的眼睛              | 安明智                    |
| 1992 | MBC     | 毫無畏懼的愛            |                           |
| 1992 | MBC     | 那女人的房子            |                           |
| 1993 | MBC     | 媽媽的海                |                           |
| 1994 | SBS     | 作別                    |                           |
| 1995 | SBS     | 沙漏                    | 尹惠琳                    |
| 2005 | SBS     | 春日                    | 徐晶恩                    |
| 2006 | MBC     | 狐狸啊，你在做什麼？    | 高炳熙                    |
| 2007 | MBC     | H.I.T                   | 車秀京                    |
| 2009 | MBC     | 善德女王                | 美室璽主                  |
| 2010 | SBS     | 大物                    | 徐惠琳                    |
| 2013 | MBC     | 女王的教室              | 馬如珍                    |
| 2016 | tvN     | Dear My Friends         | 朴莞                      |
| 2018 | SBS     | Return                  | 崔慈惠 （於第15集後退出） |
| 2019 | KBS     | 鄰家律師趙德浩2：罪與罰 | 李子京                    |
| 2021 | JTBC    | 妳的倒影                | 郑熙珠                    |
| 2023 | Netflix | 假面女郎                | 金貌美（2023年時期）      |
| 2024 | ENA     | 星星閃耀的夜晚          | 姜秀賢                    |
| 2025 | SBS     | 螳螂                    |                           |

### 電影
| 年份 | 片名                                            | 角色   |
| ---- | ----------------------------------------------- | ------ |
| 2006 | 海邊的女人                                      | 文淑   |
| 2009 | 懂得又如何                                      | 高順   |
| 2009 | 女演員們                                        | 高賢廷 |
| 2011 | 北村方向                                        | 攝影師 |
| 2012 | G計畫 Miss GO                                   | 千秀露 |
| 2018 | 比老虎可怕的冬季客人（英語：A Tiger in Winter） |        |

## 主持
- 2012年：SBS《Go Show》（與鄭亨敦、尹鐘信、金永哲）

## 音樂作品
- 1994年－鋼琴彈奏朗誦專輯

## 獲獎紀錄
- 1989年：韓國小姐 亞軍
- 1992年：第28屆百想藝術大賞－TV部門 女子新人演技賞
- 2000年：SBS演技大赏－Big Star獎
- 2005年：SBS演技大賞－十大明星獎《春日》
- 2009年：第10屆廣播印象獎男女觀眾票選女演員第一位
- 2009年：MBC演技大賞－大賞《善德女王》
- 2010年：第22屆韓國PD大賞（朝鲜语：한국PD대상）－Talent部門 出演者獎《善德女王》
- 2010年：第46屆百想藝術大賞－TV部門 大賞《善德女王》
- 2010年：第37屆韓國放送大賞－Talent獎《善德女王》
- 2010年：第5屆首爾國際電視節－韓流最佳女演員《善德女王》
- 2010年：SBS演技大賞－大賞、十大明星獎《大物》

## 外部連結
- 高賢廷的Instagram帳戶
- YouTube上的高賢廷頻道
- 高賢廷在NAVER上的资料
- 高賢廷在韩国电影数据库（KMDb）上的資料（韓語）
- 高賢廷在互联网电影资料库（IMDb）上的資料（英文）
- 高賢廷在豆瓣上的资料（简体中文）